# 波托馬克 (馬里蘭州)
波托馬克（英語：Potomac）是位於美國馬里蘭州蒙哥馬利縣的一個普查規定居民點。

## 人口
根據2020年美國人口普查的數據，波托馬克的面積為68.85平方千米，當中陸地面積為65.12平方千米，而水域面積為3.73平方千米。當地共有人口47018人，而人口密度為每平方千米682.9人。